# منتخب ليتوانيا لاتحاد الرغبي
منتخب ليتوانيا الوطني لاتحاد الرغبي (بالليتوانية: Lietuvos vyrų regbio rinktinė)‏ هو ممثل ليتوانيا الرسمي في المنافسات الدولية في اتحاد الرغبي .